# Socond
Socond é uma comuna romena localizada no distrito de Satu Mare, na região histórica da Transilvânia. A comuna possui uma área de 88.76 km² e sua população era de 2457 habitantes, segundo o censo de 2007.